# Voltaire (cráter de Deimos)
Voltaire es un cráter de impacto de la luna de Marte, Deimos; con un diámetro de aproximadamente 3 kilómetros. Debe su nombre al escritor francés François-Marie Arouet, más conocido por el pseudónimo de Voltaire, quien en su relato de 1752 Micromegas comentaba que Marte tenía dos lunas. Voltaire es uno de los dos elementos del relieve de Deimos con nombre propio (el otro es el cráter Swift).
El 10 de julio de 2006, la nave Mars Global Surveyor tomó una imagen de Deimos desde una distancia de 22.985 km, en la que aparecen los cráteres Voltaire y Swift.